# Џисабуро Озава
Џисабуро Озава (јап. 小沢治三郎; Префектура Мијазаки, 2. октобар 1886 – † 9. новембар 1966) је био вицеадмирал у Јапанској морнарици за време Другог светског рата, и био је последњи командант Комбиноване флоте. Многи војни аналитичари и историчари сматрају Озаву за једног од најспособнијих Јапанских адмирала у Другом светском рату.

## Рани период
Озава је рођен у пољопривредној области Коју, префектура Мијазаки на јапанском острву Кјушу. Он је дипломорао у 37. класи на јапанској поморској академији 1909. године, и био је на 45. месту ранг листе од 179 кадета. Као подофицир служи на крстарици Соја, па на оклопном крсташу Касуга, а затим на бојном броду Микаса.
Након што је унапређен у чин Ensign (еквивалент: Потпоручник), Озава служи на разарачу Араре, бојном крсташу Хиеи и крстарици Читоше, а као Lieutenant (еквивалент: Поручник Фрегате), на бојном броду Кавачи и разарачу Хиноки. Он је био специјалиста за торпедно ратаовање и његово анализирање, а након дипломирања на поморском ратном колеџу у Јапану 1919. године и након унапређења у чин Lieutenant commander (еквивалент: Поручник Бојног Брода), постаје командант разарача Таке. Касније командује разарачима Шимаказе и Асаказе. Озава прелази 1925. године на бојни крсташ Конго, где служи као главни торпедни официр.
Озава се налазио на разним штабним местима у периоду од 1925. до 1933. године, осим 1930. године, када је прикључен јапанској делегацији која је посетила Сједињене Америчке Државе и Европу. Дана, 15. новембра 1934. године, он постаје командант крстарице Маја, а следеће године командант бојног крсташа Харуна.
Озава је 1. децембра 1936. године унапређен у чин контраадмирала. Он је наставио да служи на разним штабним местима, укључујући и место начелника штаба Комбиноване флоте 1937. године, као и место команданта јапанске поморске академије, а 15. новембра 1940. године је унапређен у чин вицеадмирала.

## Други светски рат
Након напада на Перл Харбор, Озава постаје одговоран за јапанске поморске операције унутар Јужнокинеског мора, као главни командант јужне експедиционе флоте, која је покривала инвазију Малаје. Почетком 1942. године (јануар-март), његова флота је ангажована у инвазији на острва Јава и Суматра.
Озава је био један од водећих официра који су подржавали морнаричко ваздухопловство у јапанској морнарици. Он је први високо рангирани официр који је предложио да се снаге јапанских носача авиона организују у ваздушне флоте, тако да могу заједно да вежбају, и да се боре.
Дана, 11. новембра 1942. године, Озава је постављен за команданта 3. флоте јапанске морнарице, смењујући адмирала Нагума са места команданта снага јапанских носача авиона. Он се показује као енергичан и спретан командант, али је био поражен од бројнијих и технолошки супериорнијих снага Сједињених Америчких Држава у бици у Филипинском мору. Након битке, Озава се повлачи ка Окинави, где подноси своју оставку, која није прихваћена.
Остатак Озавине флоте се борио у бици у заливу Лејте против снага адмирала Хелсија. Иако је Озава био старији адмирал у бици у заливу Лејте, њему није дато главно командно место, пошто је јапански план предвиђао жртвовање његових снага као мамац, како би Куритине централне снаге могле проћи кроз теснац Сан Бернандино и напале Макартурове снаге на плажама острва Лејте. И поред тога, Озава је одиграо своју улогу интелигентно и професионално до краја, премда је његова флота носача авиона уништена код Филипина, користећи је као мамац, са празним полетним палубама, због несташице авиона и обучених пилота.
Након битке, он је постављен на положају у јапанском Адмиралштабу, и постаје последњи командант Комбиноване флоте јапанске морнарице од 29. маја 1945. године. Он одбија унапређење у чин Адмирала, и остаје са чином вицеадмирала све до крајњег распада јапанске царске морнарице.
Озава је имао од својих људи надимак „Гаргојл“ (Онигавара), био је изузетно висок за Јапанца и важио је у морнарици за једног од три најружнија адмирала. Он је такође имао репутацију храброг официра и сажаљивог према својим људима.
Озава умире 1966. године у 80 године живота.